# アレシアの戦い

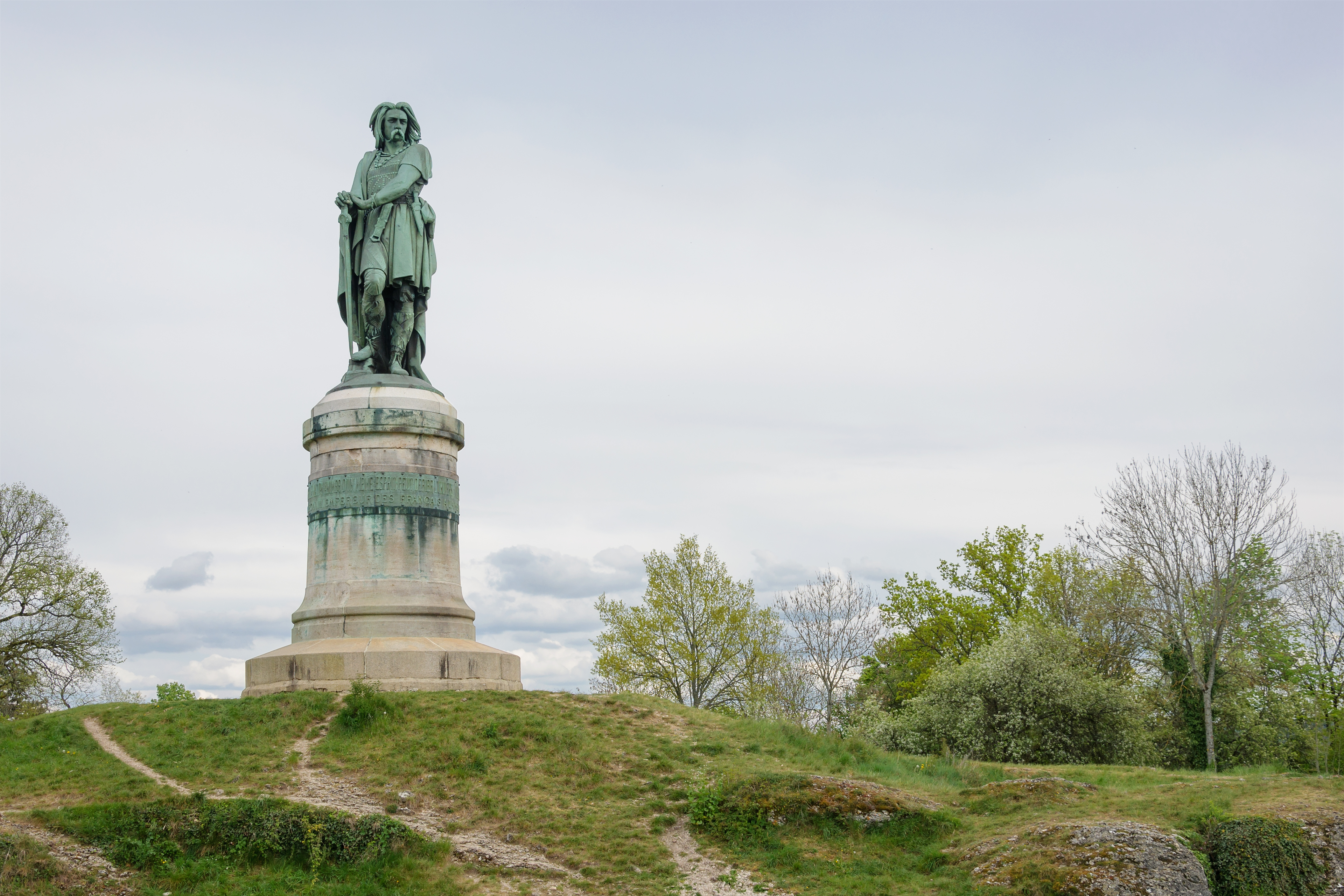
ウェルキンゲトリクス

アレシアの戦い（アレシアのたたかい、ラテン語: Alesiae pugna）あるいはアレシア包囲戦（アレシアほういせん、仏: Siège d'Alésia）は、紀元前52年の8月から10月にかけてガリア総督ガイウス・ユリウス・カエサル率いるローマ軍と、アルウェルニ族のウェルキンゲトリクス率いるガリア人連合軍との間で行われた戦闘である。古代ローマにおける包囲戦の中では最も大規模なものの1つであった。
この戦いの結果、紀元前58年から続いたガリア戦争は実質的に終結し、ガリアはローマの属州となってその版図に組み込まれることとなった。

## 事前の経緯
紀元前53年の戦いでカエサルに敗北を喫して、指導者であったアッコ（Acco）を処刑されたカルヌテス族を中心として、依然ローマへ敵対する動きは燻っていたが、紀元前52年にカルヌテス族の軍はケナブム（現：オルレアン）を攻撃し、ローマ人を虐殺し、財産を奪い取った。
ケナプムでの事件がガリア全土に知れ渡ると、アルウェルニ族のウェルキンゲトリクスは族内の親ローマ派の反対を押し切って対ローマへ乗り出すことを表明して、アルウェルニ族以外にセノネス族・アウレルキ族・ピクトネス族らが共同でウェルキンゲトリクスにガリア連合軍の最高指揮権を委ねることを決定した。
ウェルキンゲトリクスは未だ去就を定めかねているガリア諸部族に対して決起を呼びかけ、結束を強めるため各部族から人質をとり、命令に従わないものは容赦なく処罰した。このようにしてガリアを糾合したウェルキンゲトリクスは、過去のローマ軍の戦い方を研究しており、正面決戦では太刀打ちできないと考え、徹底した焦土作戦とゲリラ戦を展開した。重要拠点を除いて都市や村を焼き払い、食料や家畜も最低限のもの以外は残さなかった。これによってローマ軍の兵站の破壊を狙ったのである。
このガリア総決起に対しカエサルは、アンビオリクスに敗れた紀元前54年の過ち（アドゥアトゥカの戦い）を繰り返さぬよう、冬営中の10個軍団を素早く結集させた。焦土作戦によって兵站を敵地に頼ることが出来ない苦しい状況であったが、カエサルは攻撃を決意した。ローマ軍はまずケナブムを奪取し、次いでアウァリクム（現：ブールジュ）を目標に定めた。アウァリクムはビトゥリゲス族の中心都市で、全ガリアの中心に位置する戦略上の要衝でもあり、また焦土作戦の対象から外れていたため、兵站の策源としても申し分なかった。ウェルキンゲトリクスはアウァリクムも焼き払うつもりであったが、ビトゥリゲス族の「全ガリアで最も美しく、最も肥沃なこの町を焼かないでくれ」という懇願により取りやめられた。4月までにローマ軍はアウァリクムを制圧、カエサルは見せしめのために住民と守備隊の40,000人を皆殺しにした（アウァリクム包囲戦）。
兵站の問題が解決したローマ軍はより積極的な作戦行動に移った。カエサルはティトゥス・ラビエヌスに4個軍団を与えて北部での作戦を委ね、自身は6個軍団を率いてアルウェルニ族の領地である南部を攻撃した。しかし、ウェルキンゲトリクスは粘り強く抵抗し、さらにゲルゴウィアの戦いでカエサルを破った。この予期せぬ敗北に、カエサルはガリア・ナルボネンシス（現在のプロヴァンス一帯）まで後退し、戦力を再編しようとした。撤退の途中でカエサルは、精強なガリア人騎兵に対抗するため、ゲルマン人騎兵を雇い入れた。その際にカエサルはゲルマン騎兵を即戦力とするため、ローマ人騎兵の馬を取り上げゲルマン騎兵にあてがった。
山岳地とアルウェルニ族支配地域を迂回するため、ローマ軍は一度北上してから東方へ転じた。ウェルキンゲトリクスはローマ軍を追尾し、ディジョン近辺で攻撃を仕掛けた。しかし、ゲルマン騎兵とローマ重装歩兵の共同行動によってガリア軍は敗退した。ガリア軍は逆に追われる立場となり、マンドゥビイ族の都市アレシアへ逃げ込んだ。カエサルはこれを好機と見て包囲に移った。間もなくラビエヌスの軍団も合流し、包囲軍はローマ正規軍12個軍団と、ゲルマン人騎兵、クレタ人投石兵、ヌミディア人軽装歩兵等のアウクシリアを合わせて約60,000人となり戦力的な不安は解消された。

## 経緯

### 包囲網の構築

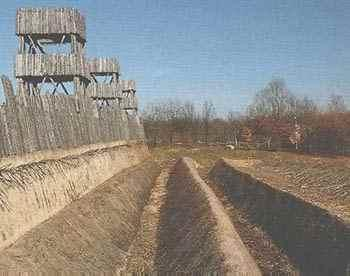
復元されたアレシア包囲線

アレシアは2本の川に挟まれた丘の上に作られた要害の都市だった。強襲をかけても損害を出すだけと見たカエサルは、包囲線を築いて敵の消耗を待つ作戦を選択した。ウェルキンゲトリクスのガリア軍80,000人とアレシアの本来の住民が包囲下にあり、それだけ兵糧の消耗も激しいと考えたのである。
アレシア包囲線については『ガリア戦記』に極めて詳細な記述がある。
- 総延長18キロメートル、高さ4メートルの土塁を築き、アレシア全体を囲んだ。土塁は木材と石材で強化され、敵兵が取り付けないように逆茂木が植えられていた。
- 土塁の手前には幅4.5メートル、深さ1.5メートルの壕を2列掘り、アレシア側の壕には川から引いた水を満たした。
- 2列の壕の手前には、深さ1.5メートルの壕が5列掘られ、底には引き抜けないように根元を結び合わせた逆茂木を並べた。これは「墓標」（Cippi）と呼ばれた。
- 墓標の手前には、深さ1メートルの穴を1メートル間隔で市松模様に8列掘り、底には先の尖った杭を埋め、穴の上は小枝や草でカモフラージュした。これは「百合」（Lilium）と呼ばれた。
- 百合の手前には、両端に鉄製の鉤をつけた杭が大量に打ち込まれた。これは「刺」（Stimulos）と呼ばれた。
- 刺の先からアレシアまではある程度の空白地帯を設け、その先に幅6メートルの壕を掘った。
- 土塁内の各所には防御拠点となる監視所を23ヶ所、出撃拠点となる野営地を7ヶ所設け、包囲線のどこに攻撃が加えられても救援が送り出せるようにした。

ローマ軍はおよそ3週間でこの大土木工事をやり遂げた。専門の工兵将校を置くほど陣地設営を重視したローマ軍だからこそ可能であった。

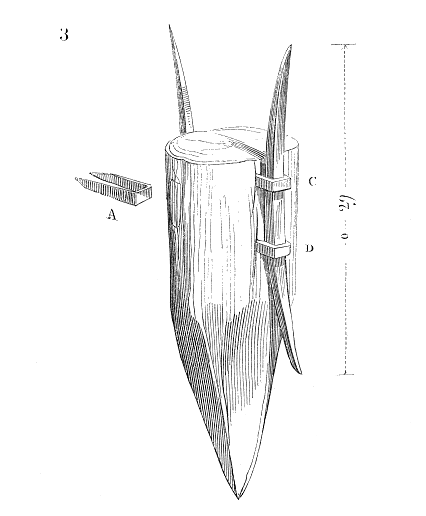
刺（Strimulos）の図解

ウェルキンゲトリクスは工事を妨害するために何度か騎兵を送り出したが、ゲルマン騎兵の奮戦によってことごとく撃退された。内側からの包囲線の突破は不可能と判断したウェルキンゲトリクスは、同盟部族へ解囲軍を要請する使者を派遣した。
第一の包囲線が完成すると、ローマ軍は今度は解囲軍の攻撃を防ぐため、外周部に同様の土塁・壕・墓標・百合・刺を設けた。外周部の土塁の総延長は21キロメートルに及んだ。こちらも内周部と同様に3週間ほどで完成した。これによってアレシアは二重の包囲線で完全に取り囲まれることとなった。工事が完成すると、カエサルはローマ軍60,000人の30日分の食料を運び込ませ、外との連絡を断たれても抵抗できるようにした。
包囲下にあるアレシアでは、人心の動揺、居住環境の悪化、食糧不足といったいくつかの深刻な問題が生じていた。ウェルキンゲトリクスは、軍内の意見を採用し口減らしのために戦闘に耐えられないアレシアの本来の住民であったマンドゥビイ族を都市から追い出すことにした。都市から追い出されたマンドゥビイ族は、奴隷になるから食糧を恵み、助けて欲しいとローマ軍に懇願したが、カエサルはこれを無視した。

### 攻防戦

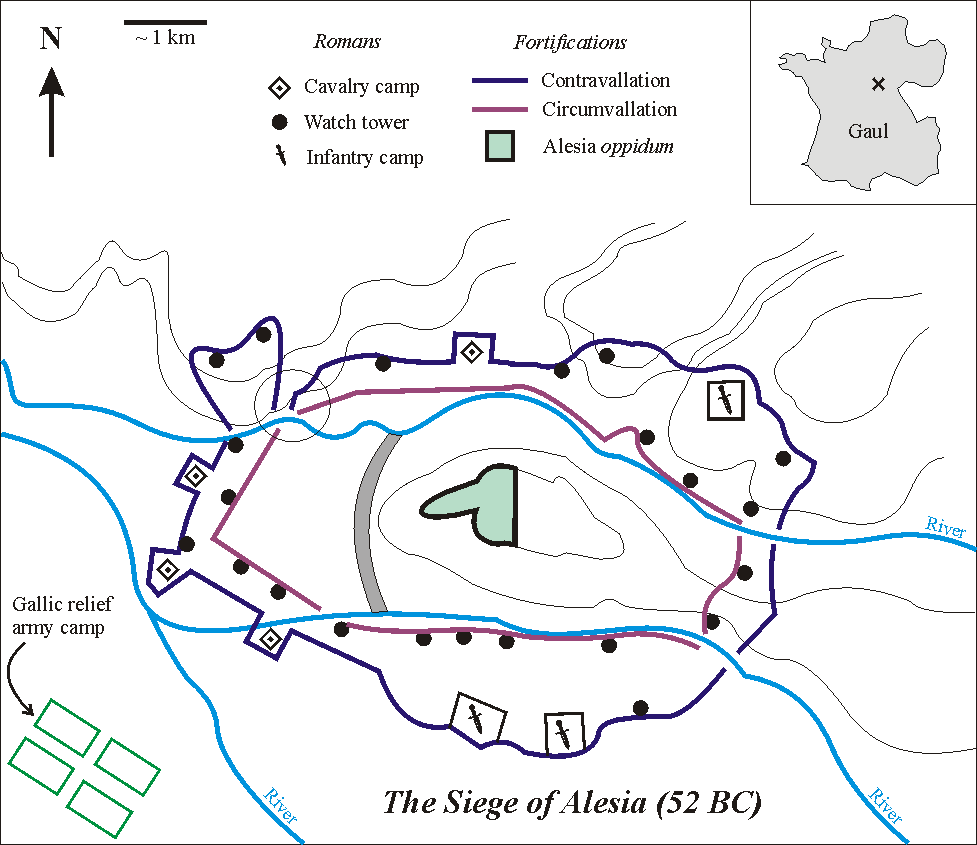
アレシア包囲線と解囲軍の布陣。左上の円が包囲線の弱点

9月末、歩兵250,000、騎兵8,000の解囲軍が到着、アレシアの南西に陣地を築いた。翌日、解囲軍は包囲線に対して強襲を仕掛け、これに合わせてウェルキンゲトリクスも出陣した。ローマ軍の防備は堅く、ガリア軍は日没まで攻撃を仕掛けたものの、包囲線に取り付くことすら出来ず、多大な損害を出して撤収した。
翌日、ガリア軍は南西から夜襲を仕掛けた。この試みはある程度の成功をおさめ、ガリア軍は土塁まで取り付くことに成功した。この騒動を察知したウェルキンゲトリクスも直ちに出陣し、再び内から包囲線の突破を試みた。これに対しカエサルは、マルクス・アントニウスとガイウス・トレボニウスに騎兵を委ねて迎撃するよう命じた。アントニウスとトレボニウスは、まず包囲線の外に出撃、しかる後に土塁に取り付いている解囲軍の後方に回り込んだ。解囲軍は挟撃の危険を察知し、夜明けを待たずに撤収した。ウェルキンゲトリクスの軍もやはり包囲線を突破できず、アレシアに引き上げた。
この頃になると、ローマ軍も食料が欠乏し始め、苦しい状態になっていた。包囲下のアレシアはなお悪い状態だった。もはや時間的な余裕はなく、解囲軍は最後の攻撃を仕掛ける決意をした。ウェルキンゲトリクスの従兄弟ウェルカッシウェラウヌスは、ローマ軍の包囲線の弱点は北西にあると看破した（図の円で囲まれた地点）。この地点は、地形的制約から包囲線が途切れていたのである。この不備を補うため、カエサルはこの地に2個軍団を置いていた。
10月2日、ウェルカッシウェラウヌスは60,000の軍を率いて北西から攻撃を仕掛けた。同時に残りの解囲軍は南西から総攻撃を仕掛け、ローマ軍を引き付けた。さらに包囲下のウェルキンゲトリクスも出陣し、南西と北西の二手に分かれて突破を図った。この二点同時攻撃はローマ軍を動揺させた。ガリア軍の攻勢は順調に進み、北西の包囲線は崩壊の危機にさらされた。カエサルはティトゥス・ラビエヌスに6個大隊を委ね、北西の防御に向かうよう命じた。急行したラビエヌスは、崩れかけていた戦線を立て直すことに成功したものの、依然としてウェルカッシウェラウヌスの攻勢は強力で、今にも突破されかねなかった。
カエサルはデキムス・ユニウス・ブルトゥス・アルビヌスに騎兵6個大隊、ガイウス・ファビウスに騎兵7個大隊を委ねて先に出撃させた後、自ら最後の予備を率いて出撃した。緋色のマントを身に着けた総司令官の姿が現れたのを見ると、これを討ち取るべくウェルカッシウェラウヌスは矛先を転じた。こうしてカエサルが敵を引き付けている間に、先行させていたブルトゥス、ファビウスの騎兵がガリア軍の後方を突き、さらにラビエヌスの軍も反撃に転じた。パニックに陥ったガリア軍は間もなく壊滅し、ウェルカッシウェラウヌスは捕虜となった。友軍の壊滅を目にした南西の解囲軍は意気阻喪して撤収し、ウェルキンゲトリクスもアレシアに引き上げざるをえなかった。こうして最後の解囲作戦も失敗した。
翌日、ウェルキンゲトリクスは全ての将兵を集め宣言した。
「この戦いは己の栄誉のためではなく、全ガリア人を解放するための戦いだった。運命が私に敗北を与えたのならば、それに従うことにしよう。私を殺すか、あるいは生きたままローマ軍へ引き渡すか、諸君らが選択したまえ」
ガリア人はローマにウェルキンゲトリクスを引き渡すことを選んだ。ウェルキンゲトリクスは族長たちを率いてローマ軍の包囲線の前まで進み出た。族長たちの武器を集めたウェルキンゲトリクスは、自らの武器とともにローマ軍に差し出した。ガリアの王はローマの前に屈した。プルタルコスはウェルキンゲトリクスの降伏の様子を次のように記述している。「ウェルキンゲトリクスは、最上の武具を身にまとい、飾った馬にまたがってアレシアを出た。ローマ軍の陣地へ入ったウェルキンゲトリクスは、着座するカエサルの周りを馬にまたがったままで悠々と一周した。しかる後、ウェルキンゲトリクスは馬から下り、全ての武具を脱ぎ捨て、カエサルの足元で跪いていたが、ローマ兵に拘束された」。
ガリア軍と生き残ったアレシアの市民は全て捕虜となった。アルウェルニ族とハエドゥイ族はローマの寛大さを見せつけるため解放され、一部はカエサルの軍団に吸収された。その他のガリア人は、兵士1人につき1人ずつ奴隷として与えられた。

"Vercingetorix throwing his weapons at the feet of Caesar"　フランス人画家リオネル・ロワイヤル（en）による1899年の作（ル・ピュイ＝アン＝ヴレのクロザティエ博物館［cf.en / fr］所蔵）
カエサル（右・赤のトーガ）に降伏したウェルキンゲトリクス（左・馬上）

## 戦力
- ローマ軍
  - 総司令官：ガイウス・ユリウス・カエサル
  - 副官：ティトゥス・ラビエヌス、デキムス・ユニウス・ブルトゥス・アルビヌス、ガイウス･ファビウス、マルクス・アントニウス、ガイウス・トレボニウスほか
  - 兵力：ローマ軍団12軍団、歩兵30,000 - 60,000および騎兵（諸説有）

- ガリア軍
  - アレシア
    - 指揮官：ウェルキンゲトリクス、クリトグナトゥス
    - 兵力：歩兵80,000

  - 解囲軍
    - 指揮官：コンミウス（アトレバテス族）、ウィリドマルス、エポレドリクス（共にハエドゥイ族）、ウェルカッシウェラウヌス（アルウェルニ族）
    - 兵力：歩兵：250,000、騎兵：8,000（諸説有）

上記の数字は全て『ガリア戦記』に基づいているが、ガリア軍の兵力には明らかな誇張が含まれており、現代の歴史家は、おそらくアレシアのガリア軍が20,000から30,000、解囲軍は50,000から70,000、つまりローマ軍とほぼ同等であろうと考察している。

## 戦後と影響
ウェルキンゲトリクスの降伏は、実質的に全ガリアにおける抵抗の終焉を意味した。その後も抵抗を続ける部族もいたが、カエサルによって平定され、紀元前51年には全ての部族がローマの支配下に置かれた。ガリアはローマの属州となり、ガリア・ルグドゥネンシス、ガリア・ベルギカ、ガリア・アクィタニアの3つの管区へ分割された。
カエサルはガリア征服の成功によりガリアのパトロネジとなり、そこから得られる莫大な資金・人材・資源を元に自らの立場を強化した。莫大な富と名声を手に入れた（とは言え、地中海沿岸に比べて未開地が多いため、後のグナエウス・ポンペイウスらとの内戦の時には財力などで後手を取っていた）。元老院は特別のはからいとして、通常は5日間までと定められていた凱旋式を20日間開くことを許可したが、カエサルはこれを断った。
ガリア総督としてカエサルは自由に裁量を振るい、さらに実力を蓄えていったため、ポンペイウスら元老院派は焦燥感に駆られた。紀元前49年、軍隊の解散と本国召還を命じる元老院最終勧告の発動、カエサルによるルビコン川渡河によりローマ内戦が勃発した。カエサルはこの戦いを勝ち抜き、全ての政敵を追い落とした。この内戦においてカエサルの軍団を支えたのは、服属したガリア人の兵士であった。カエサルは紀元前46年に終身独裁官へ選出されたが、紀元前44年に暗殺された。
カエサルの部下たちはまた異なった道を歩んだ。ティトゥス・ラビエヌスは、ガリア戦争後に元老院派に組してローマ内戦をカエサルの敵として戦い、紀元前45年のムンダの戦いで戦死した。ガイウス・トレボニウスは紀元前45年にカエサルのサブコンスル（執政官）となったがカエサル暗殺に加担し、紀元前43年にスミルナ（Smyrna、現：イズミル）で殺害された。デキムス・ユニウス・ブルトゥス・アルビヌスは、ガリア戦争後もカエサルの部下としてローマ内戦を戦ったが、カエサルを共和政の破壊者とみなすようになりカエサル暗殺に加わった。その後も共和政を一貫して支持したが、マルクス・アントニウスに敗北し、紀元前43年に殺害された。そのアントニウスは、カエサル暗殺の首謀者ガイウス・カッシウス・ロンギヌスとマルクス・ユニウス・ブルトゥスをフィリッピの戦いで破ってカエサルの後継者に名乗りを上げたが、もう1人の後継者候補のオクタウィアヌスと争いの末にアクティウムの海戦で敗れ、紀元前30年に自殺した。
ウェルキンゲトリクスは、マメルティヌスの牢獄での6年間の捕虜生活の後、内戦に勝利したカエサルがローマで行った凱旋式の後に処刑された。19世紀、自由主義とナショナリズムの盛り上がりにつれて、ウェルキンゲトリクスはガリア（フランス）の自由と独立を求めた英雄として評価されるようになった。同様にアンビオリクスはベルギーの英雄として評価されるようになった。

## アレシアの位置について
アレシアの位置は長年にわたって疑問の的だった。候補地としてはフランシュ＝コンテのアレーズ（Alaise）、コート＝ドールのアリーズ＝サント＝レーヌ（Alise-Sainte-Reine）の2ヶ所が上げられていた。
1860年代、フランス皇帝ナポレオン3世は、この問題を解決するための発掘資金を提供し、調査の結果、アリーズ＝サント＝レーヌでローマ軍の野営地跡を発見した。ナポレオン3世は、発掘された台座の上にウェルキンゲトリクスの彫像を築いた。2004年に航空考古学の調査によって、包囲線の痕跡と思われるものが発見され、アリーズ＝サント＝レーヌこそアレシアであると結論付けられた。現在、同地にはアレシア包囲線を復元した建物が築かれている。
しかしながら、アリーズ＝サント＝レーヌはアレシアではないとする声も依然として存在する。周辺の地形がガリア戦記の記述と食い違うこと、80,000人を収容するには狭すぎること、などが主な反論である。もっとも、上記のようにカエサルの記述とはいえ全幅の信頼を置くことはできない。
他の候補地としては、ジュラ山脈のショウ・ド・クロテネー（Chaux-des-Crotenay）も、ガリア戦記の記述に近い地形であるとされているが、未だ発掘調査も進んでいない。